# 萨茨比特尔
萨茨比特尔是德国石勒苏益格－荷尔斯泰因州的一个市镇。总面积13.39平方公里，总人口729人，其中男性372人，女性357人（2011年12月31日），人口密度54人/平方公里。